# Heavy Petting Zoo
Heavy Petting Zoo — шестой полноформатный студийный альбом американской группы NOFX. выпущенный в 1996 году.

## Об альбоме
Heavy Petting Zoo записывался в Сан-Франциско, на студии Razor’s Edge Studio. Композиция «Liza» продолжает историю о взаимоотношениях двух девушек-лесбиянок, начатую в песне «Liza and Louise» (альбом White Trash, Two Heebs and a Bean’s). Третью часть истории можно услышать на альбоме 2000 года Pump up the Valuum (композиция «Louise»). Альбом вышел в свет с довольно скандальной обложкой. Альбом достиг 63 строчки в Billboard 200.

## Список композиций
1. «Hobophobic (Scared of Bums)» — 0:48
2. «Philthy Phil Philanthropist» — 3:10
3. «Freedom Lika Shopping Cart» — 3:43
4. «Bleeding Heart Disease» — 3:36
5. «Hot Dog in a Hallway» — 2:50
6. «Release the Hostages» — 2:29
7. «Liza» — 2:55
8. «What’s the Matter with Kids Today?» — 1:13
9. «Love Story» — 2:37
10. «The Black and White» — 3:36
11. «Whatever Didi Wants» — 3:00
12. «August 8th» — 1:35
13. «Drop the World» — 3:22

## Участники записи
- Майк (Fat Mike) - вокал, бас
- Эрик Мелвин (Eric Melvin) - гитара
- Эль Хефе (El Hefe)гитара, труба
- Эрик Сандин (Erik Sandin) - ударные